# بادموس باباتوندي
بادموس باباتوندي (بالإنجليزية: Badmus Babatunde)‏ هو لاعب كرة قدم نيجيري في مركز الهجوم، ولد في 28 فبراير 1986 في نيجيريا. لعب مع نادي سالغاوكار ونادي شيراغ يونايتد كيرلا.

## وصلات خارجية
- بادموس باباتوندي على موقع قاعدة بيانات كرة القدم.إي يو (الإنجليزية)
- بادموس باباتوندي على موقع Soccerway.com (الإنجليزية)